# Bývalá lékárna U Černého orla
Bývalá lékárna U Černého orla je stavba ve stylu art-deco v ulici Peterkova čp. 370 ve Svinově v okrese Ostrava-město. V roce 2001 byla Ministerstvem kultury České republiky prohlášena kulturní památkou České republiky.

## Historie
Nedaleko železničního nádraží Svinov v ulici Peterkova byl stavební firmou Jan Navrátil z Moravské Ostravy v letech 1924–1925 postaven dům podle projektu architekta Františka Divíška ve stylu art-deco. Dům sloužil jako lékárna, je příkladem dekorativismu dvacátých let 20. století a pozůstatkem zničené řadové zástavby, která se rozkládala směrem k Opavské ulici, jež byla blíže nádraží.

## Popis

### Exteriér
Bývalá lékárna je samostatně stojící zděná omítaná třípodlažní podsklepená stavba postavena na půdorysu písmene L s dvoutraktovou dispozicí. Souběžné trakty se zalamují přes východně orientované nároží. Hlavní fasáda o devíti okenních osách je orientovaná do Peterkovy ulice a zhruba v jedné třetině se zalamuje do trojhranného nároží s obíhajícími konvexními římsami. Fasáda je členěna parapetními římsami, obíhající kordonovou římsou mezi prvním a druhým podlažím a obíhající korunní římsou v podobě profilovaného římsového kladí. Vertikální dělení je v podobě spojených dvou sousedních okenních os do dekorativního rámce ze štukových pásů, Mezi rámci oken jsou štukové řetězy. V přízemí je hlavní vchod úplně vlevo a vedle něj vchod do prodejny s prosklenými dveřmi sdruženými s výkladcem. V nároží je vchod do šestiúhlé prodejny a vpravo je vchod do bývalé lékárny. Vchod v nároží je mezi dvěma mohutnými zaoblenými pilíři, které nesou zaoblené zdivo nad dveřmi. Mezi velkými šestidílnými okny v druhém a třetím podlaží jsou sloupy. V parapetních plochách druhého podlaží jsou štukové reliéfní vázy a ve výplních třetího podlaží jsou reliéfy polopostav Asklépia, Hygie a uprostřed orla. Pod ženskou figurou je signatura „Štípek“. Sloupy mezi okny nesou konvexní římsové kladí, nad nímž je valeně vyklenutý štít s termálním oknem a s nápisem „LÉKÁRNA U ORLA“.
Boční fasáda je rozdělena na dvě části. V pravé jsou dvě okenní osy a mělký rizalit, levá je slepá s dvojicí štukových řetězů. Nad rizalitem je trojúhelníkový štít s půlkruhovým oknem. Zadní fasáda je zalomená s půlkruhovým rizalitem, ve kterém jsou podesty schodiště osvětlené dvěma trojicemi obdélných oken v mezipatrech. Rizalit je ukončený kuželovou oplechovanou střechou. Sedlová střecha krytá eternitem má dvojici segmentových vikýřů nad hlavním průčelím, půlkruhový nárožní štít je krytý plechem.
Dvůr je ohrazen dvoumetrovou omítanou zdí s dvoukřídlými vraty. v pravé části dvora jsou nízké hospodářské přístavky.

### Interiér
Celý objekt lékárny je podsklepený se schodišťovým vstupem z přízemí pod schodištěm do prvního patra. Samotná lékárna byla propojena železným vřetenovým schodištěm se sklepními prostorami, které sloužily jako sklad léčiv a laboratoře. Vřetenové schodiště bylo později odstraněno.
V přízemí jsou komunikační prostory, lichoběžníková síň, prostory lékárny. V uličním traktu jsou prostory kanceláře, prodejna lékárny, šestiúhelná místnost a sousední obdélná místnost prodejny. Místnosti prodejen nejsou propojeny a mají samostatné vchody. Z vybavení interiéru se dochovalo dřevěné deštění stěn lékárny. Ve dvorním traktu je dvouramenné schodiště s terazzovými stupni a půlkruhovými podestami v rizalitu. Zábradlí je tvořeno jednoduchými geometrickými vzorci z proplétaných železných hraněných prutů, v místě nástupu pruty vytvářejí dekorativní sloupek s košem pro umístění květináče.
V prvním patře je čtyřpokojový byt s příslušenstvím. V jeho předsíni se dochovalo dřevěné ostění, v ložnici jedna jednoduchá kachlová kamna z bílých polévaných kachlí, v jednom pokoji je zbytek soklu a v koupelně a kuchyni je na zdech původní bílý keramický obklad s černobílou mozaikovou horní lištou. V koupelně se dochovala původní sprchovací baterie a v kuchyni dvojitý keramický dřez a zabudované skříňky na nádobí. V obývacím šestiúhelníkovém pokoji jsou velká ozdobná kachlová kamna z tmavých glazovaných kachlí. Ostatní kachlová kamna v místnostech se nedochovala. Všechny místnosti mají plochý strop.
V druhém patře je obdobná dispozice jako v prvním patře. Je v něm třípokojový byt s příslušenstvím a samostatný pokoj s vchodem z podesty schodiště, který sloužil jako pokoj pro noční službu v lékárně nebo jako pokoj pro služebnou. Pokoj není propojen s bytem.
V celém domě se dochovala původní elektroinstalace s keramickými zásuvkami a vypínači, původní dveře a okna s mosazným kováním.